# 994
Évszázadok: 9. század – 10. század – 11. század
Évtizedek: 940-es évek – 950-es évek – 960-as évek – 970-es évek – 980-as évek – 990-es évek – 1000-es évek – 1010-es évek – 1020-as évek – 1030-as évek – 1040-es évek
Évek: 989 – 990 – 991 – 992 –  993 – 994 – 995 – 996 – 997 – 998 – 999